# Joachim Lemelsen
Joachim Lemelsen (Berlín, 28 de septiembre de 1888 - Gotinga, 30 de marzo de 1954) fue un militar alemán, que alcanzó el grado de General der Panzertruppe y que destacó por su actuación en la Wehrmacht del Tercer Reich durante la Segunda Guerra Mundial, período durante el cual estuvo al mando de importantes unidades de batalla en diversos frentes, mandos que inició en dicha guerra con el de la 29.ª División de Infantería, y concluyó con la rendición a los Aliados en la campaña de Italia el 2 de mayo de 1945, cuando se hallaba al mando del 14.º Ejército.
Fue condecorado por su actuación en la guerra con la Cruz de Caballero de la Cruz de Hierro con Hojas de Roble.

## Biografía

### Infancia y juventud
Joachim Lemelsen nació en Berlín, siendo hijo de un oficial de carrera del Ejército, y entró en el Ejército alemán en 1907 como aspirante. Durante la Primera Guerra Mundial Lemelsen sirvió como oficial de artillería hasta 1916, momento en que fue transferido al Estado Mayor de la 52.ª División de Infantería.
En 1917 fue transferido para pasar a formar parte del Estado Mayor del oficial al mando de la defensa de la costa alemana del Mar del Norte, Josias von Heeringen, mandando un batallón y siendo enviado posteriormente al Estado Mayor del VI Cuerpo de Ejército de Reserva.
Lemelsen finalizó la guerra con el grado de capitán, habiendo sido condecorado con la Cruz de Hierro de primera y segunda clases y la Orden de la Casa de Hohenzollern.

### República de Weimar
Finalizada la guerra en 1918 con la derrota del Imperio alemán, Joachim Lemelsen decidió proseguir al servicio de la Reichswehr, el reducido ejército que las cláusulas del Tratado de Versalles de 1919 autorizaron a conservar a la República de Weimar.
En la posguerra Lemelsen regresó al Arma de Artillería, prestando servicios como comandante de la Escuela de Artillería en 1934, con el grado de Coronel (Oberst), y como comandante de la Escuela de Infantería en 1935. El 1 de abril de 1937 fue ascendido a mayor general (Generalmajor).
En marzo de 1938 se le concedió el mando de la 29.ª División de Infantería, que posteriormente sería motorizada, unidad con la que tomó parte en la invasión de Checoslovaquia tras los Acuerdos de Múnich. El 1 de abril de 1939 fue ascendido a Teniente General (Generalleutnant).

### Segunda Guerra Mundial
Al inicio de la Segunda Guerra Mundial, Lemelsen, al mando de su 29.ª División de Infantería, tomó parte en la Invasión alemana de Polonia de 1939, donde su división participó en la Masacre de Ciepielów del 8 de septiembre de 1939. El 28 de mayo de 1940, en plena batalla de Francia, se otorgó a Lemelsen el mando de la 5.ª División Panzer, con la que tomó parte en la lucha contra la Fuerza Expedicionaria Británica del Ejército británico en Dunkerque, en la denominada Operación Dinamo. El 1 de julio de 1940 fue ascendido a General de Artillería (General der Artillerie).
El 25 de noviembre de 1940, se confió a Lemelsen el mando del nuevo XLVII Cuerpo de Ejército Motorizado, con el que tomó parte en la Operación Barbarroja, participando en la toma de Smolensk y en las batallas de Kiev y Briansk. Lemelsen informó al Alto Mando de la Wehrmacht sobre las ejecuciones de prisioneros de guerra soviéticos durante las primeras fases de la Operación Barbarroja:

Me estoy enterando reiteradamente de fusilamientos de prisioneros o desertores, realizados de manera irresponsable, insensata y criminal. Esto es un asesinato. Pronto los rusos se daran cuenta de los innumerables cadáveres que yacen a lo largo de las rutas de avance de nuestros soldados, sin armas y con las manos en alto, despachados a quemarropa con disparos en la cabeza. El resultado será que el enemigo se esconderá en los bosques y campos y continuará luchando, y perderemos innumerables camaradas.

El XLVII Cuerpo pasó a ser el XLVII Cuerpo de Ejército Panzer en junio de 1942, tomando parte con su nueva denominación en operaciones contra los partisanos y en la batalla de Kursk.
Tras haber mandado el XLVII Cuerpo de Ejército Panzer en la Unión Soviética, Lemelsen pasó a tomar el mando del Ejército de reserva y temporalmente estuvo al mando del 10.º Ejército en Italia en 1943. Lemelsen recibió el mando del 1.º Ejército, desplegado en la costa atlántica francesa en mayo de 1944. Sólo un mes más tarde, como consecuencia de la caída de Roma en manos de los Aliados, Lemelsen fue enviado a Italia para tomar el mando del 14.º Ejército, con el que luchó durante toda la campaña de Italia, entre junio de 1944 y su rendición final a los Aliados en las cercanías de los Alpes en mayo de 1945.
Fue hecho prisionero por el Ejército británico y liberado el 16 de mayo de 1948. Falleció en Gotinga (Baja Sajonia, República Federal de Alemania) el 30 de marzo de 1954.

## Condecoraciones
- Cruz de Hierro (1914) de 2.do grado (21 de septiembre de 1914) y 1.er grado (5 de diciembre de 1916)[3]
- Broche de la Cruz de Hierro (1939) de 2.do grado (21 de septiembre de 1939) y 1.er grado (30 de septiembre de 1939)[3]
- Cruz Alemana en Oro el 15 de julio de 1942 como General der Panzertruppe y comandante del XXXXVII Panzerkorps[4]
- Cruz de Caballero de la Cruz de Hierro con Hojas de Roble
  - Cruz de Caballero el 27 de julio de 1941 como General der Panzertruppe y comandante del  XXXXVII Panzerkorps[5]
  - Hojas de Roble el 7 de septiembre de 1943 como General der Panzertruppe y comandante del XXXXVII Panzerkorps[5]